# Delomerista borealis
Delomerista borealis är en stekelart som beskrevs av Walkley 1960. Delomerista borealis ingår i släktet Delomerista och familjen brokparasitsteklar. Arten är reproducerande i Sverige. Inga underarter finns listade i Catalogue of Life.